# David Jelínek
David Jelínek (* 7. září 1990, Brno, Československo) je český basketbalista hrající za andorrský tým MoraBanc Andorra hrající španělskou nejvyšší soutěž ACB. Měří 196 cm, váží 91 kg. Hraje na postu křídelníka. Po neúspěšném draftu do NBA v roce 2012 odehrál 5 zápasů za Dallas Mavericks v Letní lize NBA, během kterých dosáhl průměru 5.2 PPG. V sezóně 2013–2014 byl jediným českým hráčem v nejvyšší evropské basketbalové soutěži – Eurolize. Od roku 2007 hraje v zahraničí a bohybuje se zejména v nejlepších evropských ligách – španělské, turecké a ruské. Sezónu 2015/2016 hrál v Polsku, kde se stal nejlepším střelcem a byl vybrán do první pětky. Stejná sezóna mu vynesla také titul nejlepšího evropského střelce.
V sezóně 2016/2017 se vrátil zpět do španělské ACB, kde podepsal až do roku 2021 smlouvu s týmem MoraBanc Andorra. Dne 9.2.2020 se stal hráčem nejdéle reprezentujícím tým MoraBanc Adorra ve španělské ACB (121 zápasů ACB s týmem).

## Kariéra
- 2006–2007 BBK Brno
- 2007–2012 Joventut Badalona (Liga Asociación de Clubs de Baloncesto), Španělsko
- 2012–2013 Olin Edirne, Turecko
- 2013 – 2014 Laboral Kutxa, Španělsko
- 2014 BC Krasnye Krylia Samara, Rusko
- 2015 Usak Sportif, Turecko
- 2015 – 2016 – Anwil Wloclawek, Polsko
- 2016 – 2021 – MoraBanc Andorra
- 2021 – současnost – UCAM Murcia

## Úspěchy

### Týmové
- TOP 16 Euroligy (2014)
- Vicemistr Katalánské ligy (2017)
- Vítěz Katalánské ligy (2018)
- Final 4 EuroCupu (2019)
- Vítěz Katalánské ligy (2020)
- Bronzová medaile Basketball Champions League 2023/2024 [3]
- Druhé místo ACB 2023/2024 [4]

### Individuální
- MVP Mistrovství Evropy U16 (2006)
- All Star tým Mistrovství Evropy U20 (2009)
- Člen 1. pětky TBL[5] (2016)
- Nejlepší střelec základní části TBL (2016)
- Nejlepší evropský skórer[1] (2016)

### Reprezentace
Účast na mistrovství:
- Mistrovství Evropy 2015 – 7. místo
- Mistrovství Evropy 2013
- Mistrovství Evropy U20 (2009, 2010)
- Mistrovství Evropy U18 (2007 – 6. místo,[6] 2008)
- Mistrovství Evropy U16 (2006) – 1. místo[7]